# Senefelderopsis chiribiquetensis
Senefelderopsis chiribiquetensis är en törelväxtart som först beskrevs av Richard Evans Schultes och Léon Camille Marius Croizat, och fick sitt nu gällande namn av Julian Alfred Steyermark. Senefelderopsis chiribiquetensis ingår i släktet Senefelderopsis och familjen törelväxter. Inga underarter finns listade i Catalogue of Life.